# Svend Erik Hovmand
Svend Erik Hovmand, né le 8 décembre 1945, est un homme politique danois, membre du parti Venstre et ancien ministre.